# Свонн, Гарри Кирк
Гарри Кирк Свонн (1871—1926) — английский орнитолог, автор книг о птицах. В область его научных интересов входили хищные пернатые и авифауна Британии.

## Биография
В возрасте 20 лет путешествовал по канадской провинции Новая Шотландия. В 1906 году Свонн женился, в браке родились пятеро детей. Член Британского союза орнитологов с 1920 года. Он скончался 14 апреля 1926 года, в возрасте 55 лет, в результате операции, сделанной в Barnet Cottage Hospital в Лондоне.
В 1930 году Александр Ветмор посмертно опубликовал начатую Свонном работу A Monograph of the Birds of Prey (Order Accipitres), признанную одной из наиболее выдающихся стандартных работ о птицах в первой половине XX века.

## Вклад в науку
Среди описанных учёным видов Micrastur buckleyi, Buteo bannermani и Leptodon forbesi. Также он описал ряд подвидов.